# Accidente ferroviario de Odisha de 2009

El descarrilamiento del tren ocurrido en el este del estado indio Odisha.

El descarrilamiento de trenes de Odisha de 2009 fue un accidente ferroviario de un tren de pasajeros que ocurrió a las 19:45 horas local (14:15 UTC) en el estado occidental de Odisha (India), el 13 de febrero de 2009. En el incidente murieron 9 personas y resultaron heridas 150 personas. Doce coches pertenecientes al Howrah-Madrás Coromandel Express se cree que descarrilaron tras la salida del tren desde la estación Jajpur Road, cerca de Bhubaneshwar. La causa del accidente es desconocida.

## Descarrilamiento
Después que se informó en los reportes iniciales de la muerte de 10 personas, dos trenes de socorro se encontraban en camino hacia la escena. Los testigos presentes temían de que los pasajeros se quedaran atrapados en dos de los vagones descarrilados. Médicos y equipos de rescate de Bhubaneshwar del East Coast Railway convergieron en la escena del accidente y colocaron luces de emergencia para acelerar el esfuerzo de rescate, que había sido obstaculizado por la oscuridad de la noche. La población local ayudó a los servicios de emergencia en su esfuerzo de rescate. Un ciudadano describió el accidente como "terrible y grave".
R. Velu (ministro de Estado de la State For Railways) llegó al lugar el sábado 14 de febrero para hacer un balance de la situación. Luego del accidente se enviaron especialistas para determinar las causas del accidente.
14 de los 27 vagones del tren express se descarrilaron aproximadamente a 110 km de la capital estatal, Bhubaneshwar. Algunos vagones del tren estaban situados uno encima de otro y muchas personas estaban atrapadas bajo los vagones. Los heridos fueron enviados a hospitales locales.

## Reacciones
El ministro dijo que la empresa ferroviaria pagaría 500.000 rupias a cada uno a los familiares de los fallecidos en el accidente y un puesto de trabajo a cada uno de los familiares de los fallecidos.
Además de proporcionar tratamiento médico gratuito, la empresa ferroviaria pagó 50.000 rupias a cada uno de los que quedaron gravemente heridos y 10.000 Rs. a los pasajeros con leves lesiones.